# Cretinetti e le donne
Cretinetti e le donne è un cortometraggio del 1910 diretto da André Deed.

## Trama
Cretinetti, inseguito da ammiratrici donne pazze di lui che lo spezzano e dopo che lo lasciano, Cretinetti si riunisce magicamente.

## Mostra internazionale d'arte cinematografica di Venezia
9ª Mostra internazionale d'arte cinematografica di Venezia (1948) - Retrospettiva Cinema primitivo in memoria di Louis Lumière (1864-1948)